# Harry Belafonte
Harry Belafonte, właśc. Harold George Belafonte Jr. lub Harold George Bellanfanti Jr. (ur. 1 marca 1927 w Nowym Jorku, zm. 25 kwietnia 2023 tamże) – amerykański piosenkarz, aktor filmowy, teatralny i telewizyjny oraz aktywista społeczny odznaczony w 1994 Narodowym Medalem Sztuk. W 2022 wprowadzony do Rock and Roll Hall of Fame.

## Życiorys
Harry Belafonte był synem Melvine (z domu Love) i szefa kuchni Harolda George’a Belafonte. Popularny szczególnie w latach 50., wykonywał głównie taneczne piosenki w stylu calypso. Śpiewał również pieśni religijne – spirituals.
Był pierwszym Afroamerykaninem zdobywcą nagród Emmy. W 1985 był autorem pomysłu na nagranie utworu „We Are the World”. Znany z walki o prawa człowieka, w 1987 został mianowany ambasadorem dobrej woli UNICEF.
W 1953 po raz pierwszy wystąpił jako aktor w roli dyrektora szkoły w dramacie Bright Road z Dorothy Dandridge. Rok później Otto Preminger powierzył mu rolę Joego, obiecującego żołnierza, wybranego do szkoły lotniczej, w dramacie muzycznym Czarna Carmen (Carmen Jones, 1954) u boku Dorothy Dandridge, Brocka Petersa, Pearl Bailey i Diahann Carroll. W dramacie Jána Kadára Mój anioł stróż (The Angel Levine, 1970) wystąpił jako Alexander Levine. Sidney Poitier zaangażował go do roli duchownego w westernie Buck and the Preacher (1972) z udziałem Ruby Dee i Camerona Mitchella oraz jako gangstera Geechie Dan Beauford w komedii Sobotnia noc (Uptown Saturday Night, 1974) z Billem Cosby. W 1978 gościł w programie Muppet Show. Zagrał też w filmach Roberta Altmana: Gracz (1992), Prêt-à-Porter (1994) i Kansas City (1996). Użyczył swojego głosu w filmie animowanym I pies, i wydra (1999). Można go było następnie zobaczyć w dramacie Emilio Esteveza Bobby (2006) i miniserialu dokumentalnym Kiedy puściły wały: Requiem w 4 aktach (2006).
18 czerwca 1948 poślubił Marguerite Mazique Byrd, mieli dwie córki: Shari (ur. 1954) i Adrienne. 28 lutego 1957 rozwiedli się. Wkrótce, 8 marca 1957, ożenił się z Julie Robinson, z którą miał dwoje dzieci: syna Davida (ur. 1957) i córkę Ginę (ur. 1961). W 2008 doszło do rozwodu. W kwietniu 2008 poślubił Pamelę Frank.
Zmarł nad ranem, 25 kwietnia 2023, w swoim domu na Manhattanie w Nowym Jorku, wskutek niewydolności serca.

## Dyskografia
- 1954: Mark Twain and Other Folk Favorites
- 1956: Belafonte
- 1956: Calypso
- 1957: An Evening with Belafonte
- 1957: Belafonte Sings of the Caribbean
- 1958: To Wish You a Merry Christmas
- 1958: Belafonte Sings the Blues
- 1959: Love Is a Gentle Thing
- 1960: My Lord What a Mornin'
- 1960: Swing Dat Hammer
- 1961: Jump Up Calypso
- 1962: Midnight Special
- 1962: The Many Moods of Belafonte
- 1963: Streets I Have Walked
- 1964: Ballads, Blues and Boasters
- 1966: In My Quiet Room
- 1966: Calypso in Brass
- 1967: Belafonte on Campus
- 1968: Belafonte Sings of Love
- 1970: Homeward Bound
- 1970: Belafonte by Request
- 1971: The Warm Touch
- 1971: Calypso Carnival
- 1973: Play Me
- 1977: Turn the World Around
- 1981: Loving You Is Where I Belong
- 1988: Paradise in Gazankulu